# Testbeeld

EBU-kleurenbalken

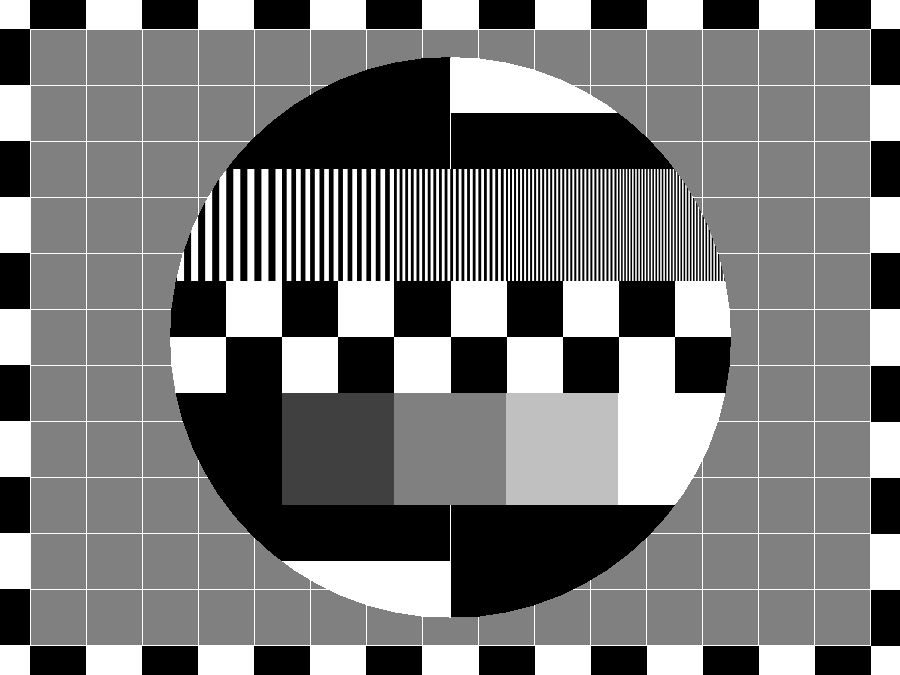
Philips PM5540-testbeeld in zwart-wit

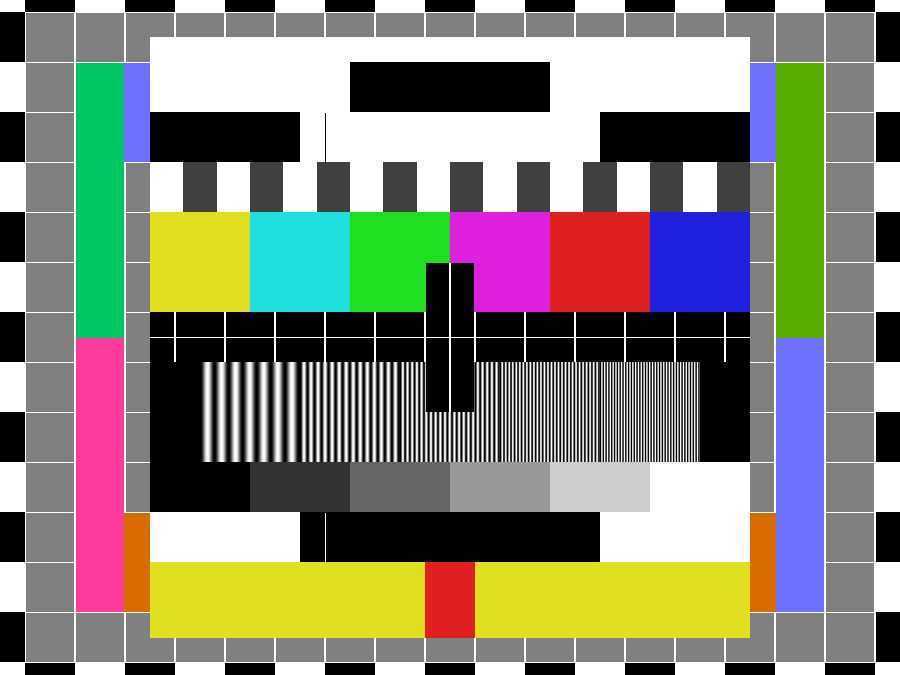
Philips PM5538-testbeeld in kleur

Philips PM5544-testbeeld in kleur

Een testbeeld is een (grotendeels) stilstaande afbeelding die ontworpen is om  servicemonteurs en antenne-installateurs behulpzaam te zijn bij het instellen, afregelen en controleren van televisie-ontvangers. Het testbeeld bevat vele details die zichtbaar maken of een beeldbuis en de rest van de ontvanger goed zijn ingesteld en of er problemen met de ontvangst zijn. Door het volgen van een uitgebreid stappenplan kunnen technici alle instellingen van het apparaat optimaal bijregelen, zodat de ontvangstkwaliteit maximaal is. Door de verder ontwikkelde technieken en verregaande integratie zijn veel instellingen bij moderne televisie-ontvangers niet meer nodig. 
Het begrip testbeeld wordt ook gebruikt bij controle en test van scanners en printers. 

## Zwart-wittelevisie
Al vanaf het begin van de Nederlandse televisie werd de RMA Resolution Chart 1946 (RMA: Radio Manufacturers  Association) voor de camera gezet om de technici de apparatuur op zo veel mogelijk punten goed in te kunnen laten stellen. Het was een gecompliceerde zwart-witafbeelding, met vier karakteristieke cirkels in de hoeken. Het aldus uitgezonden testbeeld was niet elektronisch opgewekt en vertoonde dus ook fouten die door de camera werden veroorzaakt.
Op de televisietorens werd in die begintijd een 'theedoek-beeld' gegenereerd met een Philips GM 2671/50. Het was een eenvoudiger testbeeld met een schaakbordpatroon van vierkanten, waarvan vier blokken waren opgebouwd uit vijf horizontale balken in diverse grijstinten. De onderste balk was zwart. Hiermee konden vervormingen in het beeld snel worden opgespoord.
Later werd de Philips PM5540-zwart-wittestbeeldgenerator gebruikt die een veel gevarieerder beeld opwekte. De achtergrond bestond uit een lichtgrijs vlak met daar overheen een wit ruitpatroon. Het vlak werd begrensd door een kader van afwisselend zwarte en witte strepen. In het midden van dit testbeeld was een schijf te zien met daarin boven het midden een balk bestaande uit vijf vierkanten die uit verticale strepen bestonden. Deze strepen worden gevormd door sinussignalen die het hele gebied tussen zwart en wit beslaan. Van links naar rechts loopt de frequentie van de sinus per blok op. In het midden was een schaakbordpatroon van zwarte en witte blokken te zien, twee rijen en tien kolommen. Daaronder een rij van vijf vierkanten, van links (zwart) naar rechts (wit) en tussenliggende grijstinten. Dit testbeeld werd eveneens uitgezonden in Australië, Abu Dhabi, Denemarken, Israël en Qatar.

## Kleurentelevisie
De invoering van de kleurentelevisie in Nederland op 21 september 1967 ging gepaard met een verandering van het testbeeld. Tot dan toe werd er 15 minuten voor het begin van het programma het RMA-testbeeld uitgezonden. Op de avonden dat er in kleur werd uitgezonden, werd voortaan de zwart-wit-testkaart om de 5 minuten afgewisseld met het vertonen van kleurendia’s. Op 1 maart 1975 verving de Nederlandse Omroep Stichting het RMA-testbeeld en de kleurendia’s door PAL-beelden van de PM5544-testbeeldgenerator. Deze kunstbeeldgenerator werd door de PTT overigens al sinds 1 januari 1974 overdag gebruikt op de Nederlandse zenders ten behoeve van de vakhandel en industrie. In andere landen en delen van de wereld levert de generator een SECAM- of een NTSC-versie van het beeld. De Philips PM5538 leverde ook al een kleurentestbeeld, waarbij alle elementen rechthoekig waren, dus ontworpen zonder de centrale cirkel.
De bij kleurentelevisie steeds gebruikte kleurenvlakken, ook wel EBU-kleurenbalken (EBU: European Broadcasting Union) genoemd, ontstaan bij het combineren van de basiskleuren rood, groen en blauw, waaruit een beeldscherm de weer te geven kleuren opbouwt. Bij de zogenoemde additieve kleurmenging zullen rood en groen samen als geel worden waargenomen, rood en blauw samen als magenta, groen en blauw samen als cyaan (lichtblauw). De combinatie van alle drie levert wit op en met geen van de drie blijft het zwart.

## Het gebruikte testbeeld

Het Duitse FuBK-testbeeld

Het testbeeld dat op de meeste West-Europese en Afrikaanse zenders wordt (of werd) gebruikt, ook in Nederland en België, wordt elektronisch opgewekt met de Philips PM5544-testbeeldgenerator. Op de Duitse zenders wordt vooral het FuBK-testbeeld (Telefunken Funkbetriebskommission) gebruikt. De BBC heeft zijn eigen testbeeld, en ook in Centraal- en Oost-Europa zijn andere testbeelden in gebruik.
Testbeelden worden vaak uitgezonden op televisiekanalen die niet in gebruik zijn voor reguliere programma's. Televisiezenders werden uitgeschakeld als ze niet in gebruik waren en vaak werd het testbeeld een kwartier voor begin van de uitzending getoond, alsmede op bepaalde tijden overdag. Tot in het begin van de 21e eeuw was op veel kanalen 's nachts een testbeeld te zien, later werden de testbeelden dagelijks van 9 uur 's morgens tot 8 minuten voor aanvang van de televisieprogramma's door de toenmalige PTT uitgezonden, waarna de NOS dit nog vijf minuten eveneens deed. Tegenwoordig zenden steeds meer kanalen 24 uur per dag uit. Op veel Nederlandse en Belgische televisiezenders is daardoor geen testbeeld meer te zien.
In landen als Turkije en Noord-Korea en in Scandinavië wordt niet 24 uur per dag uitgezonden en daar worden dus wel testbeelden gebruikt.
Het laatste testbeeld in de reguliere programmering op de Nederlandse publieke zenders werd op 1 januari 2005 uitgezonden. Tegenwoordig wordt op ontvangers voor digitale televisie een testbeeld uitgezonden op een apart kanaal dat kan worden gebruikt om te controleren of het toestel geschikt is voor digitale tv en of het hiervoor correct is ingesteld. Dit is bij kabelaar Ziggo kanaal 997, waarbij het PM5644-testbeeld wordt gebruikt (de breedbeeldvariant).

## Functie
Het kleurentestbeeld in Nederland biedt de volgende mogelijkheden voor controle en afregeling van zwart-wit- en kleurenontvangers:
- Controle van afstemming en beeldscherpte
- Controle van amplitude- en fasekarakteristiek
- Instelling van helderheid en contrast
- Controle van beeldbegrenzing en lineariteit
- Controle van de interliniëring
- Controle van de synchronisatie
- Controle van de focussering
- Controle van de antenne

En van kleurenontvangers in het bijzonder:
- Controle van de kleurdekking (convergentie)
- Controle van de zwart-witweergave van de kleurenontvanger
- Controle van de kleurenweergave
- Controle van de kleurenmatrix
- Controle van het looptijdverschil tussen chrominantie en luminantie
- Controle van de synchrone demodulatoren
- Controle van de PAL-schakelaar
- Controle van de PAL-vertragingslijn (amplitude- en fasefouten)
- Controle van de burst-poort

Vroeger stopten tv-zenders hun uitzendingen 's nachts, waardoor testbeelden werden uitgezonden om het signaal te behouden. Tegenwoordig hebben de meeste zenders een 24/7-programmering,

## Geluid
Naast het testbeeld werd er in Nederland en België ook nog geluid doorgegeven. Voor de jaren 90 omvatte dit een sterke pieptoon. In de loop van die tijd werd dat geluid vervangen door muziek van een meegezonden radiozender. In Nederland werden op de publieke netten daarvoor onder meer 747 AM en Radio 1 doorgegeven. De Britse BBC liet speciale testbeeldmuziek maken, lichte muziek die ook wat alternatief klonk. Verder werden in Scandinavische landen naast geluid ook nog de datum en de tijd doorgegeven.